# São José Futsal Esportes Olímpicos
Il São José è una squadra brasiliana di calcio a 5, fondata nel 2006 con sede a São José dos Campos.